# Atletiek op de Paralympische Zomerspelen 2016
Op de XVe Paralympische Zomerspelen, die in 2016 werden gehouden in Rio de Janeiro, Brazilië, was atletiek een van de 23 sporten die werden beoefend.

## Mannen

### Estafette
| Plaats | Land        | Tijd     |
| ------ | ----------- | -------- |
| 1      | Brazilië    | 42.37 PR |
| 2      | China       | 43.05    |
| 3      | Oezbekistan | 43.47    |

| Plaats | Land      | Tijd     |
| ------ | --------- | -------- |
| 1      | Duitsland | 40.82 PR |
| 2      | Brazilië  | 42.04    |
| 3      | Japan     | 44.16    |

#### 4x400 m T53/54
| Plaats | Land     | Tijd    |
| ------ | -------- | ------- |
| 1      | China    | 3:04.58 |
| 2      | Thailand | 3:07.73 |
| 3      | Canada   | 3:08.00 |

### Hardlopen

#### 100 m
| Klasse    | Tijd     | Land | Goud                         | Land | Zilver                    | Land            | Brons                         |
| --------- | -------- | ---- | ---------------------------- | ---- | ------------------------- | --------------- | ----------------------------- |
| T11       | 10.99 PR | USA  | David Brown                  | BRA  | Felipe Gomes              | NAM             | Ananias Shikongo              |
| T12       | 10,97    | CUB  | Leinier Savon Pineda         | RSA  | Ndodomzi Jonathan Ntutu   | GER             | Thomas Ulbricht               |
| T13       | 10.64    | IRL  | Jason Smyth                  | NAM  | Johannes Nambala          | AUS             | Chad Perris                   |
| T33       | 16.61 PR | KUW  | Ahmad Almutairi              | GBR  | Toby Gold                 | GBR             | Andrew Small                  |
| T34       | 15.14 PR | TUN  | Walid Ktila                  | AUS  | Rheed McCracken           | FIN             | Henri Manni                   |
| T35       | 12.31    | UKR  | Ihor Tsvietov                | BRA  | Fabio Da Silva Bordignon  | ARG             | Hernan Barreto                |
| T36       | 12.07 PR | MAS  | Mohamad Mohamad Puzi         | CHN  | Yifei Yang                | BRA             | Rodrigo Parreira Da Silva     |
| T37       | 11.45    | RSA  | Charl Du Toit                | EGY  | Mostafa Fathalla Mohamed  | RSA             | Fanie van Der Merwe           |
| T38       | 10.74 WR | CHN  | Jianwen Hu                   | AUS  | Evan O'Hanlon             | BRA             | Edson Pinheiro                |
| T42       | 12.26 PR | AUS  | Scott Reardon                | DEN  | Daniel Wagner             | Niet uitgereikt | Niet uitgereikt               |
| T42       | 12.26 PR | AUS  | Scott Reardon                | GBR  | Richard Whitehead         | Niet uitgereikt | Niet uitgereikt               |
| T43/44    | 10.81 PR | GBR  | Jonnie Peacock               | NZL  | Liam Malone               | GER             | Felix Streng                  |
| T45/46/47 | 10.57 WR | BRA  | Petrucio Ferreira Dos Santos | POL  | Michal Derus              | BRA             | Yohansson Nascimento          |
| T51       | 12.15PR  | BEL  | Peter Genyn                  | ALG  | Mohamed Berrahal          | MEX             | Edgar Cesareo Navarro Sanchez |
| T52       | 17.17    | USA  | Gianfranco Iannotta          | USA  | Raymond Martin (Atletiek) | MEX             | Salvador Hernandez Mondragon  |
| T53       | 14.44    | CAN  | Brent Lakatos                | THA  | Pongsakorn Paeyo          | CHN             | Huzhao Li                     |
| T54       | 13.90    | FIN  | Leo Pekka Tahti              | CHN  | Liu Yang                  | NED             | Kenny van Weeghel             |

#### 200 m
| Klasse | Tijd     | Land | Goud                 | Land | Zilver                   | Land | Brons          |
| ------ | -------- | ---- | -------------------- | ---- | ------------------------ | ---- | -------------- |
| T11    | 22,44    | NAM  | Ananias Shikongo     | BRA  | Felipe Gomes             | BRA  | Daniel Silva   |
| T12    | 22.23    | CUB  | Leinier Savon Pineda | RSA  | Hilton Langenhoven       | MAR  | Mahdi Afri     |
| T35    | 25.11 PR | UKR  | Ihor Tsvietov        | BRA  | Fabio Da Silva Bordignon | ARG  | Hernan Barreto |
| T42    | 23.39    | GBR  | Richard Whitehead    | RSA  | Ntando Mahlangu          | GBR  | David Henson   |
| T43/44 | 21.06 PR | NZL  | Liam Malone          | USA  | Hunter Woodhall          | GER  | David Behre    |

#### 400 m
| Klasse    | Tijd       | Land | Goud                         | Land | Zilver                        | Land | Brons                       |
| --------- | ---------- | ---- | ---------------------------- | ---- | ----------------------------- | ---- | --------------------------- |
| T11       | 50.22      | ESP  | Gerard Descarrega Puigdevall | BRA  | Felipe Gomes                  | NAM  | Ananias Shikongo            |
| T12       | 48.57      | CHN  | Qichao Sun                   | MAR  | Mahdi Afri                    | POR  | Luis Goncalves              |
| T13       | 47,15      | MAR  | Mohamed Amguoun              | NAM  | Johannes Nambala              | ALG  | Mohamed Fouad Hamoumou      |
| T20       | 47.22 WR   | BRA  | Daniel Martins               | VEN  | Luis Arturo Paiva             | CPV  | Gracelino Tavares           |
| T36       | 54.49      | GBR  | Paul Blake                   | UKR  | Roman Pavlyk                  | NZL  | William Stedman             |
| T37       | 51.13 PR   | RSA  | Charl du Toit                | VEN  | Omar Monterola                | ALG  | Sofiane Hamdi               |
| T38       | 49.46 PR   | RSA  | Dyan Neille Buis             | CHN  | Jianwen Hu                    | COL  | Weiner Javier Diaz Mosquera |
| T43/44    | 46,20      | NZL  | Liam Malone                  | GER  | David Behre                   | USA  | Hunter Woodhall             |
| T45/46/47 | 48.79      | CUB  | Ernesto Blanco               | BRA  | Petrucio Ferreira Dos Santos  | AUT  | Gunther Matzinger           |
| T51       | 1:20.82 PR | BEL  | Peter Genyn                  | MEX  | Edgar Cesareo Navarro Sanchez | ITA  | Alvise de Vidi              |
| T52       | 58.42      | USA  | Raymond Martin (Atletiek)    | JPN  | Tomoki Sato                   | USA  | Gianfranco Iannotta         |
| T53       | 47.91      | THA  | Pongsakorn Paeyo             | CAN  | Brent Lakatos                 | FRA  | Pierre Fairbank             |
| T54       | 46.65      | NED  | Kenny Van Weeghel            | CHN  | Yang Liu                      | TUN  | Yassine Gharbi              |

#### 800 m
| Klasse | Tijd       | Land | Goud              | Land | Zilver          | Land | Brons           |
| ------ | ---------- | ---- | ----------------- | ---- | --------------- | ---- | --------------- |
| T33/34 | 1:40.24 PR | UAE  | Mohamed Alhammadi | TUN  | Walid Ktila     | AUS  | Rheed McCracken |
| T36    | 2:02.39 WR | AUS  | James Turner      | GBR  | Paul Blake      | NZL  | William Stedman |
| T52/53 | 1:40.78    | THA  | Pongsakorn Paeyo  | FRA  | Pierre Fairbank | CAN  | Brent Lakatos   |
| T54    | 1:33.76    | SUI  | Marcel Hug        | THA  | Saichon Konjen  | KOR  | Gyu Dae Kim     |

#### 1500 m
| Klasse | Tijd       | Land | Goud                 | Land | Zilver         | Land | Brons                   |
| ------ | ---------- | ---- | -------------------- | ---- | -------------- | ---- | ----------------------- |
| T11    | 4:03.25    | KEN  | Samwel Mushai Kimani | BRA  | Odair Santos   | TUR  | Semih Deniz             |
| T12/13 | 3:48.59 WR | ALG  | Abdellatif Baka      | ETH  | Tamiru Demisse | KEN  | Henri Kirwa             |
| T20    | 3:51.73    | USA  | Michel Brannigan     | POL  | Daniel Pek     | IRI  | Peyman Nasiri Bazanjani |
| T37    | 4:12.11    | IRL  | Michael McKillop     | CAN  | Lian Stanley   | ALG  | Madjid Djemai           |
| T38    | 4:13.81 PR | TUN  | Abbes Saidi          | AUS  | Deon Kenzie    | FRA  | Louis Radius            |
| T45/46 | 3:59.46    | ALG  | Samir Nouioua        | UGA  | David Emong    | AUS  | Michael Roeger          |
| T51/52 | 3:40.63    | USA  | Raymond Martin       | JPN  | Tomoki Sato    | THA  | Pichaya Kurattanasiri   |
| T53/54 | 3:00.62    | THA  | Prawat Wahoram       | SUI  | Marcel Hug     | THA  | Saichon Konjen          |

#### 5000 m
| Klasse | Tijd     | Land | Goud                 | Land | Zilver           | Land | Brons         |
| ------ | -------- | ---- | -------------------- | ---- | ---------------- | ---- | ------------- |
| T11    | 15:16.11 | KEN  | Samwel Mushai Kimani | BRA  | Odair Santos     | KEN  | Wilson Bii    |
| T12/13 | 14:17:32 | KEN  | Henry Kiwa           | MAR  | El Amin Chentouf | TUN  | Bilel Aloui   |
| T53/54 | 11:01.71 | THA  | Prawat Wahoram       | SUI  | Marcel Hug       | AUS  | Kurt Fearnley |

### Kogelwerpen
| Klasse | Afstand | Land | Goud                | Land | Zilver                   | Land | Brons          |
| ------ | ------- | ---- | ------------------- | ---- | ------------------------ | ---- | -------------- |
| F31/32 | 33.91   | POL  | Maciej Sochal       | GRE  | Athanasios Kostantinidis | GBR  | Stephen Miller |
| F51    | 29.96   | SRB  | Zeljko Dimitrijevic | SRB  | Milos Mitic              | SVK  | Marián Kuřeja  |

### Discuswerpen
| Klasse    | Afstand  | Land | Goud                         | Land | Zilver                 | Land | Brons                |
| --------- | -------- | ---- | ---------------------------- | ---- | ---------------------- | ---- | -------------------- |
| F11       | 43.06 PR | BRA  | Alessandro Rodrigo Silva     | ITA  | Oney Tapia             | ESP  | David Casinos Sierra |
| F37       | 59.75 WR | UZB  | Knisniddin Norbekov          | LTU  | Mindaugas Bilius       | CHN  | Dong Xia             |
| F43/44    | 59.57    | USA  | David Blair                  | TRI  | Akeem Stewart          | GBR  | Dan Greaves          |
| F51/52    | 20.83    | LAT  | Aigar Apinis                 | POL  | Robert Jachimowicz     | CRO  | Velimir Sandor       |
| F54/55/56 | 45.33 PR | BRA  | Claudiney Batista Dos Santos | IRI  | Alireza ghaleh Nasseri | CUB  | Leonardo Diaz        |

### Hoogspringen
| Klasse    | Hoogte  | Land | Goud                      | Land | Zilver                 | Land | Brons             |
| --------- | ------- | ---- | ------------------------- | ---- | ---------------------- | ---- | ----------------- |
| T42       | 1.89    | IND  | Mariyappan Thangavelu     | USA  | Sam Grewe              | IND  | Bhati varun Singh |
| T44       | 2.19 WR | POL  | Maciej Lepiato            | GBR  | Jonathan Broom-Edwards | VEN  | Rafael Uribe      |
| T45/46/47 | 2.06 PR | USA  | Roderick Townsend-Roberts | CHN  | Chen Hongjie           | AUS  | Aaron Chatman     |

### Speerwerpen
| Klasse    | Afstand  | Land | Goud                  | Land | Zilver                        | Land | Brons                                        |
| --------- | -------- | ---- | --------------------- | ---- | ----------------------------- | ---- | -------------------------------------------- |
| F12/13    | 65.69 PR | LTU  | Aleksandr Svechnikov  | LTU  | Sajad Nikparast               | LTU  | Nemanja Dimitrijevic                         |
| F34       | 36.65    | COL  | Mauricio Valencia     | CHN  | Wang Yanzhang                 | IRI  | Moshen Kaedi                                 |
| F38       | 50.96    | RSA  | Reinhardt Hamman      | COL  | Luis Fernando Lucumi Villegas | IRI  | Javad Hardani                                |
| F40/41    | 42.85    | IRQ  | Kovan Abdulraheem     | IRQ  | Wildan Nukhailawi             | CHN  | Pengxiang Sun                                |
| F42/43/44 | 57.32 WR | TRI  | Akeem Stewart         | CAN  | Alister McQueen               | NZL  | Rory McSweeney                               |
| F46       | 63.97 WR | IND  | Devendra              | CHN  | Chunliang Guo                 | SRI  | Dinesh Priyantha Herath Herath Mudiyanselage |
| F53/54    | 29.45 PR | GRE  | Manolis Stefanoudakis | MEX  | Luis Alberto Zepeda Felix     | BLR  | Aliaksandr Tryputs                           |
| F56/57    | 46.12 WR | IRI  | Mohammad Khalvandi    | IRI  | Abdollah Heidari Til          | VIE  | Cao Ngọc Hùng                                |

### Verspringen
| Klasse    | Afstand | Land | Goud                      | Land | Zilver                     | Land | Brons            |
| --------- | ------- | ---- | ------------------------- | ---- | -------------------------- | ---- | ---------------- |
| T11       | 6.52    | BRA  | Ricardo Costa de Oliveira | USA  | Lex Gillette               | UKR  | Ruslan Katyshev  |
| T13       | 7.07    | RSA  | Hilton Langenhoven        | AZE  | Kamil Aliyev               | UZB  | Doniyor Saliev   |
| T20       | 7.60 WR | MAS  | Abdul Latif Romly         | CRO  | Zoran Talic                | UKR  | Dmytro Prudnikov |
| T36       | 5.62 PR | AUS  | Brayden Davidson          | BRA  | Rodrigo Parreira da Silva  | UKR  | Roman Pavlyk     |
| T37       | 6.77 WR | CHN  | Shang Guangxu             | BRA  | Mateus Evangelista Cardoso | PAK  | Haider Ali       |
| T38       | 6.64 PR | CHN  | Hu Jianwen                | CHN  | Zhong Huanghao             | RSA  | Dyan Neille Buis |
| T42       | 6.70 PR | GER  | Heinrich Popow            | JPN  | Atsushi Yamamoto           | DEN  | Daniel Wagner    |
| T43/44    | 8.21 PR | GER  | Markus Rehm               | NED  | Ronald Hertog              | GER  | Felix Streng     |
| T45/46/47 | 7.41 PR | USA  | Roderick Townsend-Roberts | CHN  | Wang Hao                   | FRA  | Arnaud Assoumani |

### Marathon
| Klasse    | Tijd    | Land | Goud             | Land | Zilver                  | Land | Brons            |
| --------- | ------- | ---- | ---------------- | ---- | ----------------------- | ---- | ---------------- |
| T11/12    | 2:32:17 | MAR  | El Amin Chentouf | ESP  | Alberto Suarez Laso     | JPN  | Masahiro Okamura |
| T45/46    | 2:33:35 | CHN  | Chaoyan Li       | ESP  | Abderrahman Ait Kamouch | POR  | Manuel Mendes    |
| T52/53/54 | 1:26:16 | SUI  | Marcel Hug       | AUS  | Kurt Fearnley           | KOR  | Gyu Dae Kim      |

### Kogelstoten
| Klasse | Afstand  | Land | Goud                      | Land | Zilver                             | Land | Brons               |
| ------ | -------- | ---- | ------------------------- | ---- | ---------------------------------- | ---- | ------------------- |
| F11/12 | 16.44    | ESP  | Kim Lopez Gonzalez        | IRI  | Saman Pakbaz                       | UKR  | Roman Danyliuk      |
| F20    | 16.84 WR | MAS  | Muhammad Ziyad Zolkefli   | GRE  | Dimitrios Senikidis                | AUS  | Todd Hodgetts       |
| F32    | 10.39 WR | GRE  | Athanasios Konstantinidis | ALG  | Lahouari Bahlaz                    | GRE  | Dimitrios Senikidis |
| F33    | 10.03    | GER  | Daniel Scheil             | ALG  | Kamel Dardjena                     | KSA  | Hani Alnakhli       |
| F34    | 11.28    | MAR  | Azeddine Nouiri           | QAT  | Abdulrahman Abdulqadir Abdulrahman | COL  | Mauricio Valencia   |
| F35    | 15.19    | CHN  | Xinhan Fu                 | ARG  | Hernan Emanuel Urra                | LAT  | Edgars Bergs        |
| F36    | 14.84 PR | GER  | Sebastian Dietz           | UKR  | Mykola Dibrova                     | CHN  | Cuiqing Li          |
| F37    | 16.80    | LTU  | Mindaugas Bilius          | CHN  | Dong Xia                           | UZB  | Khusniddin Norbekov |
| F40    | 10.76    | IRQ  | Garrah Tnaiash            | CHN  | Zhenyu Chen                        | TUN  | Smaali Bouaabid     |
| F41    | 13.57    | GER  | Niko Kappel               | POL  | Bartosz tyszkowski                 | CHN  | Zhinwei Xia         |
| F42    | 15.97 PR | GBR  | Aled Davies               | IRI  | Sajad Mohammadian                  | RSA  | Tyrone Pillay       |
| F53    | 8.44     | GRE  | Che Jon Fernandes         | USA  | Scot Severn                        | IRI  | Asadollah Azimi     |
| F54/55 | 12.33 WR | BUL  | Ruzhdi Ruzhdi             | IRI  | Hamed Amiri                        | POL  | Lech Stoltman       |
| F56/57 | 14.42    | CHN  | Guoshan Wu                | POL  | Janusz Rokicki                     | IRI  | Javid Ehsani Shakib |

## Vrouwen

### Estafette
| Plaats | Land     | Tijd     |
| ------ | -------- | -------- |
| 1      | China    | 47.18 WR |
| 2      | Brazilië | 47.57    |
| 3      | Colombia | 51.93    |

| Plaats | Land             | Tijd     |
| ------ | ---------------- | -------- |
| 1      | China            | 50.81 WR |
| 2      | Groot-Brittannië | 51.07    |
| 3      | Australië        | 55.09    |

#### 4x400 m T53/54
| Plaats | Land      | Tijd       |
| ------ | --------- | ---------- |
| 1      | China     | 3:32.11 WR |
| 2      | Australië | 3:46.63    |

### Hardlopen

#### 100 m
| Klasse    | Tijd     | Land | Goud                   | Land | Zilver              | Land | Brons                             |
| --------- | -------- | ---- | ---------------------- | ---- | ------------------- | ---- | --------------------------------- |
| T11       | 11.96    | GBR  | Libby Clegg            | CHN  | Guohua Zhou         | CHN  | Cuiqing Liu                       |
| T12       | 11.40 WR | CUB  | Omara Durand           | AZE  | Elena Chebanu       | GER  | Katrin Mueller-Rottgardt          |
| T13       | 11.79 WR | UKR  | Leilia Adzhametova     | RSA  | Ilse Hayes          | USA  | Kym Crosby                        |
| T33/34    | 17.42 PR | GBR  | Hanna Cockroft         | GBR  | Kare Adenegan       | USA  | Alexa Halko                       |
| T35       | 13.66 PR | CHN  | Xia Zhou               | AUS  | Isis Holt           | GBR  | Maria Lyle                        |
| T36       | 14.46    | ARG  | Yanina Andrea Martinez | GER  | Claudia Nicoleitzik | COL  | Martha Liliana Hernadez Florian   |
| T37       | 13.13 WR | GBR  | Georgina Hermitage     | FRA  | Mandy Francois-Elie | VEN  | Yescarly Medina                   |
| T38       | 12.62 PR | GBR  | Sophie Hahn            | BRA  | Veronica Hipolito   | GBR  | Dadeena Cox                       |
| T42       | 14.97    | ITA  | Martina Caironi        | GER  | Vanessa Low         | ITA  | Monica Granzia Contrafatto        |
| T43/44    | 13.02 PR | NED  | Marlou van Rhijn       | GER  | Irmgard Bensusan    | TRI  | Nyoshia Cain                      |
| T45/46/47 | 12.15    | USA  | Deja Young             | POL  | Alicja Fiodorow     | BRA  | Teresinha De Jesus Correia Santos |
| T51/52    | 19.42 PR | CAN  | Michelle Stilwell      | USA  | Kerry Morgan        | BEL  | Marieke Vervoort                  |
| T53       | 16.28    | CHN  | Lisha Huang            | CHN  | Hongzhuan Zhou      | AUS  | Angela Ballard                    |
| T54       | 16.00    | CHN  | Wenjun Liu             | USA  | Tatyana McFadden    | CHN  | Yingjie Li                        |

#### 200 m
| Klasse    | Tijd     | Land | Goud             | Land | Zilver           | Land | Brons               |
| --------- | -------- | ---- | ---------------- | ---- | ---------------- | ---- | ------------------- |
| T11       | 24.51 PR | GBR  | Libby Clegg      | CHN  | Cuiqing Liu      | CHN  | Guohua Zhou         |
| T12       | 23.05 PR | CUB  | Omara Durand     | UKR  | Oksana Boturchuk | AZE  | Elena Chebanu       |
| T35       | 28.22 WR | CHN  | Xia Zhou         | AUS  | Isis Holt        | GBR  | Maria Lyle          |
| T36       | 28.74    | CHN  | Yiting shi       | KOR  | Min Jae Jeon     | GER  | Claudia Nicoleitzik |
| T43/44    | 26.16 PR | NED  | Marlou van Rhijn | GER  | Irmgard Bensusan | FRA  | Marie-Amelie le Fur |
| T56/46/47 | 25.46    | USA  | Deja Young       | POL  | Alicja Fiodorow  | CHN  | Lu Li               |

#### 400 m
| Klasse    | Tijd       | Land | Goud                | Land | Zilver              | Land | Brons                 |
| --------- | ---------- | ---- | ------------------- | ---- | ------------------- | ---- | --------------------- |
| T11       | 56.71      | CHN  | Cuiqing Liu         | VEN  | Sol Rojas           | BRA  | Terezinha Guilhermina |
| T12       | 51.77 WR   | CUB  | Omara Durand        | UKR  | Osakana Boturchuk   | MOZ  | Edmilsa Governo       |
| T13       | 55.78      | FRA  | Keita Nantenin      | RSA  | Ilse Hayes          | UKR  | Kym Crosby            |
| T20       | 57.79      | USA  | Breanna Clark       | UKR  | Natalia Iezlovetska | POL  | Barbara Nieziedzial   |
| T33/34    | 58.78 WR   | GBR  | Hannah Cockroft     | USA  | Alexa Halko         | GBR  | Kare Adenegan         |
| T37       | 1:00.53 WR | GBR  | Georgina Hermitage  | CHN  | Xiaoyan Wen         | TUN  | Neda Bahi             |
| T38       | 1:00.71 WR | GBR  | Kadeena Cox         | CHN  | Junfei Chen         | BRA  | Veronica Hipolito     |
| T43/44    | 59.27 WR   | FRA  | Marie-Amelie Le Fur | GER  | Irmgard Bensusan    | USA  | Grace Norman          |
| T45/46/47 | 59.09      | CHN  | Li Lu               | RSA  | Anrune Liebenberg   | JPN  | Sae Tsuji             |
| T51/52    | 1:05.43 PR | CAN  | Michielle Stillwll  | BEL  | Marieke Vervoort    | USA  | Kerry Morgan          |
| T53       | 54.43 WR   | CHN  | Hongzhuan Zhou      | USA  | Chelsea McClammer   | AUS  | Angela Ballard        |
| T54       | 53.30      | USA  | Tatyana McFadden    | USA  | Cheri Madsen        | CHN  | Lihong Zou            |

#### 800 m
| Klasse | Tijd       | Land | Goud             | Land | Zilver             | Land | Brons          |
| ------ | ---------- | ---- | ---------------- | ---- | ------------------ | ---- | -------------- |
| T34    | 2:00.62    | GBR  | Hannah Cockroft  | USA  | Alexa Halko        | GBR  | Kare Adenegan  |
| T5253  | 1:47.45 WR | CHN  | Hongzhuan Zhou   | AUS  | Madison de Rozario | USA  | Shirley Reilly |
| T54    | 1:44.73 PR | USA  | Tatyana McFadden | CHN  | Wenjun Liu         | CHN  | Yingjie Li     |

#### 1500 m
| Klasse | Tijd       | Land | Goud                | Land | Zilver                | Land | Brons                   |
| ------ | ---------- | ---- | ------------------- | ---- | --------------------- | ---- | ----------------------- |
| T11    | 4:38,92 PR | CHN  | Jin Zheng           | KEN  | Nancy Chelangat Koech | COL  | Maritza Arango Buitrago |
| T12/13 | 4:21.45    | TUN  | Somaya Bousaid      | TUN  | Najah Chouaya         | ESP  | Izaskun Oses Ayucar     |
| T20    | 4:24,37 PR | POL  | Barbara Niewiedzial | HUN  | Ilona Biasci          | UKR  | Lidumyla Danylina       |
| T53/54 | 3:22.50 PR | USA  | Tatyana McFadden    | USA  | Amanda McGrory        | USA  | Chelsea McClammer       |

#### 5000 m
| Klasse | Tijd     | Land | Goud             | Land | Zilver            | Land | Brons          |
| ------ | -------- | ---- | ---------------- | ---- | ----------------- | ---- | -------------- |
| T53/54 | 11:54.07 | USA  | Tatyana McFadden | USA  | Chelsea McClammer | USA  | Amanda McGrory |

### Discuswerpen
| Klasse | Afstand  | Land | Goud             | Land | Zilver               | Land | Brons                       |
| ------ | -------- | ---- | ---------------- | ---- | -------------------- | ---- | --------------------------- |
| F11    | 35.65    | CHN  | Liangmin Zhang   | CHN  | Hongxia Tang         | BRA  | Izabela Campos              |
| F37/38 | 37.60 WR | CHN  | Na Mi            | BRA  | Shirlene Coelho      | IRL  | Noelle Lenihan              |
| F40/41 | 33.38 WR | TUN  | Raoua Tlili      | IRL  | Niamh Mc Carthy      | TUN  | Fathia Amaimia              |
| F43/44 | 44.53 WR | CHN  | Juan Yao         | CHN  | Yue Yang             | CUB  | Noraivis De La Heras Chibas |
| F51/52 | 13.09 WR | USA  | Rachael Morrison | USA  | Cassie Mitchell      | UKR  | Zoia Ovisii                 |
| F55    | 25.03    | CHN  | Felixia Dong     | GER  | Marianne Buggenhagen | LAT  | Diana Dadzite               |
| F56/57 | 33.33 WR | ALG  | Nassima Saifi    | IRL  | Orla Barry           | NGR  | Eucharia Iyiazi             |

### Speerwerpen
| Klasse | Afstand  | Land | Goud                | Land | Zilver                 | Land | Brons             |
| ------ | -------- | ---- | ------------------- | ---- | ---------------------- | ---- | ----------------- |
| F12/13 | 44.58 WR | UZB  | Nozimakhon Kayumova | AZE  | Irada Aliyeva          | AUT  | Natalija Eder     |
| F34    | 21.86 WR | CHN  | Lijuan Zou          | FIN  | Marjaana Heikkinen     | GER  | Frances Herrmann  |
| F37    | 37.57    | BRA  | Shirlene Coelho     | CHN  | Na Mi                  | CHN  | Qianqian Jia      |
| F45/46 | 43.01 WR | GBR  | Hollie Arnold       | NZL  | Holly Robinson (sport) | POL  | Katarzyna Piekart |
| F53/54 | 20.25 WR | NGR  | Flora Ugwunwa       | TUN  | Hania Aida             | RSA  | Ntombizanele Situ |
| F55/56 | 23.26 WR | LAT  | Diana Dadzite       | GER  | Martina Willing        | ALG  | Nadia Medjmedj    |

### Verspringen
| Klasse    | Afstand | Land | Goud                       | Land | Zilver                   | Land | Brons                      |
| --------- | ------- | ---- | -------------------------- | ---- | ------------------------ | ---- | -------------------------- |
| T11       | 4.98    | BRA  | Silvania Costa de Oliveira | CIV  | Fatimata Brigitte Diasso | BRA  | Lorena Salvatini Spoladore |
| T12       | 6.11    | UKR  | Oksana Zubkovska           | AZE  | Elana Chebanu            | ALG  | Lynda Hamri                |
| T20       | 5.79    | CRO  | Mikela Ristoski            | POL  | Karolina Kucharczyk      | MAS  | Siti Noor Radiah Ismail    |
| T37       | 5.14 WR | CHN  | Xiaoyan Wen                | GER  | Franziska Liebhardt      | AUS  | Jodi Elkington-Jones       |
| T38       | 4.77    | CHN  | Junfei Chen                | AUS  | Taylor Doyle             | POL  | Anna Trener-Wierciak       |
| T42       | 4.93 WR | GER  | Vanessa Low                | ITA  | Martina Caironi          | CUB  | Malu Perez Iser            |
| T43/44    | 5.83 WR | FRA  | Marie-Amelie Le Fur        | GBR  | Stef Reid                | NED  | Marlène van Gansewinkel    |
| T45/46/47 | 5.62    | NZL  | Anna Grimaldi              | CUB  | yunidis Castillo         | AUS  | Carlee Beattie             |

### Marathon
| Klasse    | Tijd       | Land | Goud          | Land | Zilver            | Land | Brons                         |
| --------- | ---------- | ---- | ------------- | ---- | ----------------- | ---- | ----------------------------- |
| T11/12    | 3:01:43    | ESP  | Elena Congost | JPN  | Misato Michishita | BRA  | Edneusa de Jesus Santos Dorta |
| T52/53/54 | 1:38:44 PR | CHN  | Lihong Zou    | USA  | Tatyana McFadden  | USA  | Amanda McGrory                |

### Kogelstoten
| Klasse | Afstand  | Land | Goud                    | Land | Zilver            | Land | Brons                     |
| ------ | -------- | ---- | ----------------------- | ---- | ----------------- | ---- | ------------------------- |
| F11/12 | 15.74    | ITA  | Assunta Legnante        | UZB  | Safiya Burkhanova | MEX  | Rebeca Valenzuela Alvarez |
| F20    | 13.94 WR | POL  | Ewa durska              | UKR  | Anastasiia Mysnyk | GBR  | Sabrina Fortune           |
| F32    | 5.76     | TUN  | Maroua Brahmi           | UAE  | Noura Alktebi     | AUS  | Louise Ellery             |
| F33    | 5.72     | ALG  | Asmahan Boudjadar       | QAT  | Sara Hamdi Masoud | UAE  | Sara Alsenaani            |
| F34    | 8.75 WR  | CHN  | Lijuan Zou              | POL  | Lucyna Kornobys   | NZL  | Jessica Hamill            |
| F35    | 13.91 WR | CHN  | Jun Wang                | UKR  | Mariia Pomazan    | BRA  | Marivana Oliveira         |
| F36    | 11.41 PR | GER  | Birgit Kober            | CHN  | Qing Wu           | AUS  | Katherine Proudfoot       |
| F37    | 13.96 WR | GER  | Franziska Liebhardt     | CHN  | Na Mi             | CZE  | Eva Berna                 |
| F40    | 8.40 WR  | NGR  | Lauritta Onye           | TUN  | Rima Abdelli      | NED  | Lara Baars                |
| F41    | 10.19    | TUN  | Raoua Tlili             | TUN  | Samar Ben Koelleb | AUS  | Claire Keefer             |
| F53    | 4.76     | BRN  | Fatema Nedham           | IND  | Deepa Malik       | GRE  | Dimitra Korokida          |
| F54    | 7.89 PR  | CHN  | Liwan Yang              | TUN  | Hania Aida        | TUN  | Fadhila Nafati            |
| F56/57 | 10.94    | MEX  | Angeles Ortiz Hernandez | ALG  | Nassima Saifi     | ALG  | Nadia Medjmedj            |

### Kegelwerpen
| Klasse | Afstand  | Land | Goud               | Land | Zilver       | Land | Brons           |
| ------ | -------- | ---- | ------------------ | ---- | ------------ | ---- | --------------- |
| F31/32 | 33.91 WR | TUN  | Maroua Brahmi      | ALG  | Mounia Gasmi | GBR  | Gemma Prescott  |
| F51    | 22.81 WR | GBR  | Joanna Butterfield | UKR  | Zoia Ovsii   | USA  | Cassie Mitchell |

## Medaillespiegel
| Plaats | Land                | NPC | Goud | Zilver | Brons | Totaal |
| 1      | China               | CHN | 34   | 25     | 14    | 73     |
| 2      | Verenigde Staten    | USA | 17   | 15     | 11    | 43     |
| 3      | Verenigd Koninkrijk | GBR | 17   | 7      | 11    | 29     |
| 4      | Duitsland           | GER | 9    | 9      | 8     | 26     |
| 5      | Cuba                | CUB | 9    | 1      | 3     | 13     |
| 6      | Brazilië            | BRA | 8    | 18     | 12    | 38     |
| 7      | Tunesië             | TUN | 7    | 6      | 6     | 19     |
| 8      | Zuid-Afrika         | RSA | 5    | 6      | 4     | 15     |
| 9      | Kenia               | KEN | 5    | 2      | 3     | 10     |
| 10     | Oekraïne            | UKR | 4    | 10     | 7     | 21     |

Atletiek · Bankdrukken · Basketbal · Blindenvoetbal · Boogschieten · Boccia · CP-voetbal · Goalball · Judo · Kanovaren · Paardensport · Roeien · Rugby · Schermen · Schietsport · Tafeltennis · Tennis · Triatlon · Volleybal · Wielersport · Zeilen · Zwemmen
Rome 1960 ·
Tokio 1964 ·
Tel Aviv 1968 ·
Heidelberg 1972 ·
Toronto 1976 ·
Arnhem 1980 ·
New York & Stoke Mandeville 1984 ·
Seoel 1988 ·
Barcelona 1992 ·
Atlanta 1996 ·
Sydney 2000 ·
Athene 2004 ·
Peking 2008 ·
Londen 2012 ·
Rio de Janeiro 2016 ·
Tokio 2020 ·
Parijs 2024 ·
Los Angeles 2028